# Equilibrium (band)

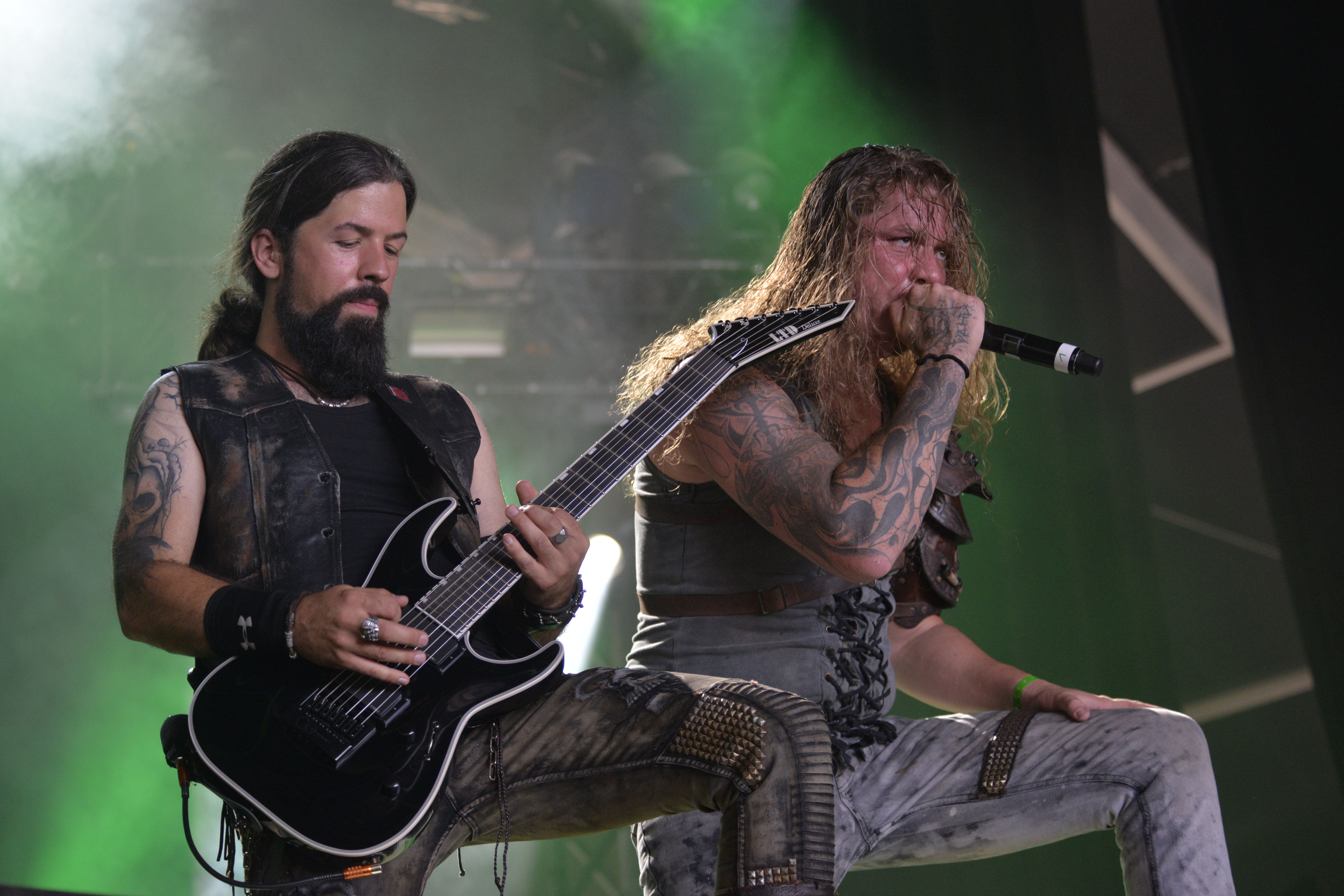
Equilibrium live at Hellfest 2017

Equilibrium is een Duitse folkmetal band ontstaan in de Duitse deelstaat Beieren in 2001. De band combineert elementen van folk en symphonic black metal. Kenmerkende instrumenten van de band zijn gitaren, violen en fluiten. Hun riffs weerspiegelen traditionele Germaanse melodieën. Hun thema's richten zich op Germaanse verhalen en Germaanse mythologie. Veel van hun teksten zijn in het Duits.

## Bandleden
| Naam                            | Instrument              | Lid sinds |
| ------------------------------- | ----------------------- | --------- |
| René Berthiaume                 | Gitaar, keyboards, zang | 2001      |
| Tuval "Hati" Refaeli            | Drums                   | 2010      |
| Dom C. Cray                     | Gitaar, zang            | 2014      |
| Martin "Skar" Berger            | Bass, zang              | 2019      |
| Jessica "Skadi Roseburst" Rösch | Keyboards               | 2019      |

## Oud bandleden
- Robert "Robse" Dahn. − vocalen (2010–2022)
- Jen Majura − basgitaar (2014−2015)
- Andreas Völkl − gitaar (2001–2014)
- Sandra Völkl  − basgitaar (2001–2014)
- Helge Stang − vocalen (2001–2010)
- Manuel DiCamillo − drums (2006–2010)
- Markus Perschke − drums (2005–2006)
- Armin Dörfler − keyboards (2005–2006)
- Basti Kriegl − drums (2005)
- Julius Koblitzek − drums (2003–2004)
- Conny Kaiser − keyboards (2002–2003)
- Henning Stein − drums (2001–2003)
- Michael Heidenreich − keyboards (2001–2002)

## Discografie

### Albums
- Demo 2003 (2003)
- Turis Fratyr (Black Attakk, 2005)
- Sagas (Nuclear Blast, 2008)
- Rekreatur (Nuclear Blast, 2010)
- Erdentempel (Nuclear Blast, 2014)
- Armageddon (Nuclear Blast, 2016)
- Renegades (Nuclear Blast, 2019)

### Singles/EP's
- Waldschrein (Nuclear Blast, 2013)
- One Folk (Nuclear Blast, 2020)
- Revolution (Nuclear Blast, 2021)
- XX (Nuclear Blast, 2021)